# Universidad de Bellas Artes de Vietnam
La Universidad de Bellas Artes de Vietnam (del vietnamita: Trường Đại học Mỹ thuật Việt Nam), también llamada Colegio de Hanói de Bellas Artes, es una escuela de artes con sede en Hanói, Vietnam. Fue establecida en 1925, durante el gobierno francés en la región. En ella han estudiado muchos de los grandes artistas del país y cada año participan en múltiples intercambios culturales con sus instituciones hermanadas.

## Historia

### Indochina francesa
La Universidad de Bellas Artes de Vietnam fue fundada en 1925, durante la existencia de la Indochina francesa, bajo el nombre de École Supérieure des Beaux Arts de l’Indochine —Colegio de Bellas Artes de Indochina— el cual mantuvo hasta la declaración de independencia de Vietnam en 1945.
El colegio fue establecido por el gobierno colonial francés, de manera similar al École Nationale des Beaux-Arts d'Alger —Colegio de Bellas Artes de Argel—, creado 1843, y el École des Beaux-Arts de Tunis —Colegio de Bellas Artes de Túnez—, establecido 1923. La escuela era para todos los estudiantes que habitaban el territorio de la Indochina francesa, aunque la mayoría de sus estudiantes provenían de la propia ciudad de Hanói.
La fundación del colegio es atribuida al artista vietnamita Nam Sơn y al pintor francés Victor Tardieu, quién se convertiría en su primer director.
Muchos artistas franceses fueron maestros en el colegio y otras escuelas de arte ubicadas al sur de Vietnam, incluyendo a muchos ganadores del Prix d'Indochine, pues desde 1925 una parte del premio incluía un viaje de un año para dar clases en el colegio. Entre los profesores estaban Joseph Inguimberty y Alix Aymé.

### Independencia de Vietnam
La universidad fue tomada por el gobierno provisional de la República Democrática de Vietnam después de la Revolución de agosto de 1945. Cuando la lucha contra los franceses se intensificó en 1950, la academia fue trasladada a Đại Từ, en el norte del país. En 1954 los profesores y los estudiantes regresaron a Hanói, donde, en 1957, un nuevo Colegio de Hanoi de Bellas Artes fue creado bajo la dirección del pintor Tran Van Can.
En 1981 esta institución se convirtió en la Universidad de Bellas Artes de Hanoi. La universidad ofrece programas de licenciaturas en Bellas Artes en cinco años, planes de maestrías en pintura de dos a tres años, diseño gráfico, escultura, y varias licenciaturas en educación de cuatro años.

## Alumnado
Entre sus estudiantes han estado Lê Phổ, Tô Ngọc Vân, Nguyễn Phan Chánh —primera persona en exponer pinturas de seda en París, en 1931—, Nguyễn Gia Trí —reconocido por su arte de pintura en laca—, Lê Văn Đệ —destacado pintor católico—, Nguyễn Tường Lân, Lê Thị Lựu, Nguyễn Sáng, Nguyễn Khang, Huỳnh Văn Gấm, Dương Bích Liên y Tạ Tỵ.